# Мурашка, Денис
Денис Мурашка (? — после 1671) — командир крестьянских отрядов в Беларуси во время русско-польской войны 1654—1667 годов, наказной полковник.

## Биография
В 1654 году в Беларуси служил казацким сотником одного из полков наказного гетмана Ивана Золотаренко. Организовывал крестьянские выступления, руководил крестьянскими отрядами. С осени 1656 года его резиденция располагалась в Игумене, с лета 1657 года — в Камне. Казацко-крестьянское войско Мурашки контролировало Минский и Ошмянский поветы, совершало рейды на имения «присяжной» шляхты Новогрудского повета.

В сентябре 1658 года Мурашка открыто перешёл на сторону Речи Посполитой. Совместно с Иваном Нечаем и Самуилом Оскерко осуществлял борьбу против царских воевод. В ноябре 1658 года отряды Нечая и Мурашки разорили окрестности Шклова. Воевода князь Юрий Долгоруков сообщал:
"а Шкловский уезд, около города Шклова, села и деревни позжены, и конских кормов нет от войны черкасских полковников Нечая и Мурашки с черкасы".
11 марта 1659 года, вместе с Самуилом Выговским (брат гетмана Ивана Выговского), Иваном Нечаем, Самуилом Оскерко и Самуилом Кмитичем, участвовал в неудачном сражении с войском воеводы князя Ивана Лобанова-Ростовского под Мстиславлем.
22 мая 1659 года сейм Речи Посполитой даровал Мурашке шляхетский титул. В 1660 году во главе отряда добровольцев принимал участие в битве на реке Басе. Служил в войске гетмана великого литовского Павла Яна Сапеги. В декабре 1664 — январе 1665 года совершил рейд в окрестности Новгорода-Северского и Чернигова. В мае 1665 года на пути из Стародуба в Гомель его отряд из 400 человек был разбит, сам Мурашка ранен.

## Глазами современников
В мемуарах шляхтича Яна Цедровского даётся отрицательная оценка действиям Дениса Мурашки:
"14 марта 1657. Мы претерпевали необычайные грабежи и наезды от наших собственных мужиков, полковником которых был гультяй Денис Мурашка, основавший себе (sedem belli) притон в Каменце. Этот безбожный человек и его гультяи, не только мужиков и подданых наших, но и челядь бунтовали и в свой реестр вписывали, и были важнейшей причиной тяжкого голода и разброда всех мужиков. Потом однако усмирились, когда их в Просовичах поколотили, где убито и моих несколько подданых, которые было погультяяли".
Согласно мемуарам польского шляхтича Яна Хризастома Пасека, отряд Мурашки в 1662 году ограбил двор шляхтянки в лесной деревне в районе Жодишек и Нарочи, Пасек во главе отряда разогнал людей Мурашки.